# Progress in Polymer Science
Progress in Polymer Science (abrégé en Prog. Polym. Sci.) est une revue scientifique mensuelle à comité de lecture qui publie des articles concernant la chimie dans le domaine des sciences des polymères.
D'après le Journal Citation Reports, le facteur d'impact de ce journal était de 29,190 en 2019. Actuellement, les directeurs de publication sont Jean-François Lutz (Institut Charles Sadron) et Michael Bockstaller (université Carnegie-Mellon, États-Unis).